# Elías Aguilar
Elías Fernando Aguilar Vargas (Heredia, 7 luglio 1991) è un calciatore costaricano, centrocampista dell'Herediano.

## Palmarès

### Club

#### Competizioni nazionali
- Campionato costaricano: 6

Herediano: Verano 2012, Verano ProGol 2013, Verano JPS 2015, Verano 2016, Verano 2017, Apertura 2018

#### Competizioni internazionali
- CONCACAF League: 1

Herediano: 2018